# Кяртуояй
Кяртуоя́й (Кертуояй, устар. Кертое; лит. Kertuojai) — озеро на северо-востоке Литвы. Располагается на территории Интуркского староства в восточной части Молетского района. Относится к бассейну Жеймяны.
Озеро имеет овальную форму, шириной 2,8 км и длиной 3,2 км. Находится на высоте 146,3 м над уровнем моря, в 3 км к северо-востоку от деревни Интурке. Площадь озера составляет 5,452 км². На юго-западе впадает протока из озера Ишнарай. С востока вытекает протока в соседнее озеро Юодейи-Лакаяй, сток из которого идёт в Лакаю, правый приток Жеймяны.